# مارجوت جيمس
مارغوت كاثلين جيمس (بالإنجليزية: Margot James)‏ (من مواليد 28 أغسطس 1957) هي سياسية ومنظمة بريطانية. وهي عضو البرلمان عن دائرة ستوربريدج وكانت السكرتير البرلماني الخاص لستيفن غرين، بارون غرين من هيرستببوينت خلال فترة عمله كوزير للتجارة والاستثمار. وهي أول عضوة مثلية علنية في حزب المحافظين. شغلت منصب عضو مجلس محلي في حي الملكية كينسينجتون وتشيلسي 2006-2008.

## الحياه المبكره
الابنة الصغرى لرجل أعمال عصامي، ولدت جيمس في كوفنتري. تلقت تعليمها الخاص في ليمينجتون سبا، وكانت في المرتبة السادسة في مدرسة ميدفيلد سكول. جيمس خريجة من كلية لندن للاقتصاد (LSE) مع شهادة في الاقتصاد والحكومة.

## مهنة محترفة
عملت جيمس في المبيعات والتسويق لأعمال والدها، موريس جيمس إندستريز (MJI)، وهي عملية نقل، وإدارة النفايات، ومجموعة العقارات القائمة حول برمنجهام. بعد العمل في شركة استشارية، شاركت في عام 1986 في تأسيس مجموعة شاير الصحية، وهي منظمة علاقات عامة وتجارب سريرية. تم التصويت على شاير هيلث «استشاري العام» ثلاث مرات، في حين تم التصويت لجيمس في العام 1997. تم بيع الشركة إلى مجموعة دابليو بي بي في عام 2004، مع تعيين جيمس رئيسًة للرعاية الصحية الأوروبية لشركة 

## الحياة السياسية
انضمت جيمس إلى حزب المحافظين وهي في السابعة عشر من عمرها، وترأست رابطة محافظي كلية لندن للاقتصاد. خلال دراستها، عملت كباحثة للنائب السير أنتوني دورانت، وبعد التخرج امضت سنة من الثغرات تعمل في المكتب الصحفي للمكتب المركزي المحافظ. استقالت جيمس من حزب المحافظين بعد عزل مارغريت تاتشر من منصب رئيس الوزراء. انضمت إلى حزب المحافظين في عام 2004.
في الانتخابات العامة التي جرت في أيار / مايو 2005، كانت المرشحة المحافظة لدائرة هولبورن وسانت بانكراس. وجاءت في المركز الثالث خلف النائب فرانك دوبسون، والمرشح الديمقراطي الليبرالي جيل فرايزر.
في مايو 2006، تم انتخاب جيمس مستشارًا محليًا لجناح برومبتون في كنسينغتون وتشيلسي، لتصبح أحد أعضاء مكتب المحافظين «خارج» المحافظين. استقالت من المجلس في عام 2008.
تم وضع جيمس على «قائمة A» من المرشحين البرلمانيين لحزب المحافظين قبيل الانتخابات العامة لعام 2010، وتم اختيارها كمرشح عن الدائرة الانتخابية الهامشية في ستوربريدج، من حيث تم انتخابها. هذا جعلها ثاني مثلية في مجلس العموم، بعد أنجيلا ايجل، وأول من يخرج قبل انتخابها. في خطابها الأول، أشادت بتاريخ صناعة الزجاج في ستوربريدج.
كانت جيمس واحدة من 72 نائباً يحصلون على دخل من تأجير عقار صوّت ضد قاعدة مقترحة كانت ستطلب من الملاك من القطاع الخاص أن يجعلوا منازلهم «ملائمة للسكن البشري».
كانت جيمس تعارض مغادرة الاتحاد الأوروبي قبل استفتاء عام 2016.

## انشطة أخرى
عملت جيمس في مجلس إدارة شركة Parkside NHS Trust، وعملت كمدير للصحة العقلية. أمضت عشر سنوات في عملها كأمينة لأبانتو، وهي جمعية خيرية نسائية أفريقية، وخلال تلك الفترة، قامت بتدريب نساء من أكثر من 40 دولة أفريقية مختلفة على مهارات الاتصال وممارسة الضغط. عملت أيضًا كمرشدة في The Prince's Trust and Young Enterprise. تجلس على محكمة المحافظين في بورصة لندن.
هي نائبة رئيس مجموعة المناظرة. 

## حياتها الشخصية
تعيش جيمس في ساوث كنسينغتون في لندن، مع شريكهتا جاي هانت، التي كانت تعمل في السابق مقدمة برامج مع BBC والآن المدير الإداري لشركة إنتاج الفيديو Violet Productions. وقد صنّفت في قائمة أفضل 50 شخصية في «القائمة الوردية» لصحيفة «الاندبندنت» التي تضم 101 من المثليين والمثليات البريطانيين الأكثر نفوذاً في عام 2009.